# PV-2 (航空機)

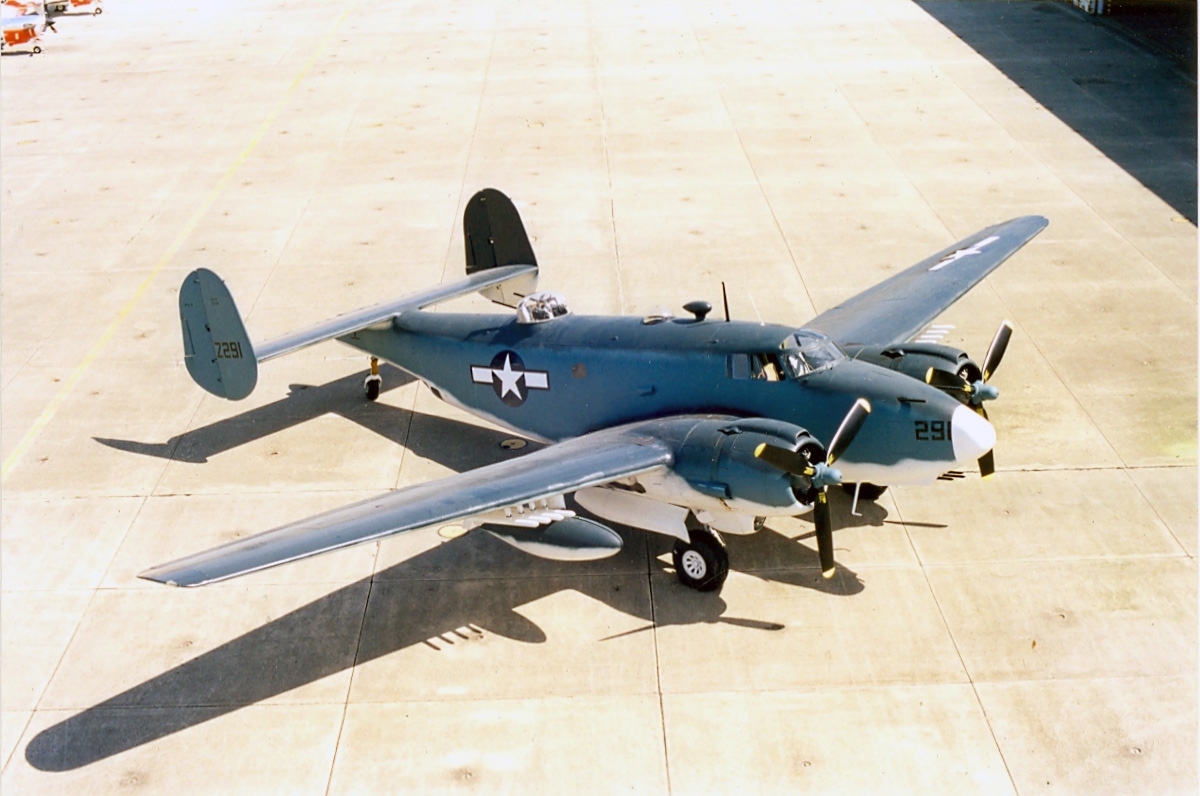
PV-2(BuNo.37230)
民間に払い下げられたのち原状に復元された現存機体で、フロリダ州ペンサコーラの国立海軍航空博物館（National Museum of Naval Aviation）の展示機
（2009年の撮影）

ロッキード PV-2（Lockheed　PV-2）は、第二次世界大戦中にアメリカ合衆国のロッキード社で製造された哨戒/爆撃機である。
愛称は“ハープーン（Harpoon：捕鯨用銛の意）”

## 概要
イギリス空軍向けに開発作されたPV-1 ベンチュラの性能向上型として開発され、1943年11月に初飛行した。
PV-1との大きな相違点は翼の形状と爆弾等の搭載量で、特にPV-1の片発停止時の操縦特性と地上滑走時の操作性を改善するため、尾部は完全な新設計となった。武装も強化され、機首に前方固定式12.7mm機銃5挺。胴体背面の機銃塔に連装の12.7mm機銃。胴体後方下部の機銃座にも連装の12.7mm機銃が装備され、双発機でありながら4発重爆撃機並みの重武装が施されている。爆弾倉も大型化され、1,000ℓb(455kg)爆弾6発、もしくは11,75inティニー・ティムロケット弾かMk13魚雷を2発搭載可能である。この爆弾倉拡大は、PV-1が搭載可能重量であったのに爆弾倉のサイズからティニー・ティムロケット弾を1発しか積めなかった反省であった。他に翼下のパイロンに5inロケット弾(HVAR)を片翼4発ずつ懸架可能である。
しかし、この強化の結果、機体重量の増加により最大速度の低下が、当初の見積もりであった10km/hを大幅に上回る約50km/hに達し、更にセルフシーリング式燃料タンクの燃料洩れや、主翼桁の強度不足の改修に手間取ったため部隊への本格的な配備は1944年春からになった。速度低下は実戦において致命的な弱点となるが、この頃には仮想敵の日本軍は既に弱体化しており、PV-1と同じP&W R-2800-31（離昇出力2,000馬力）だったエンジン換装も、特に計画されずにそのままとなった。
本機はアリューシャン方面で実戦配備され、1945年からは南太平洋方面にも配備されたが、活動の鈍った日本軍との間に特筆すべき活躍もなく終わり、戦後はアメリカ海軍の主力対潜哨戒機となったが、程なく後継のロッキード P2V ネプチューンの配備により予備役に回された。
主な改良型は機首の武装を12.7mm5挺から、12.7mm8挺に強化したPV-2Dで1944年11月16日に100機が発注されたものの、大戦終結と共に35機が完成したに留まった。
余剰となった機体は日本、ブラジル、フランス、イタリア、ポルトガル、オランダ等のアメリカ同盟諸国へ1940年代末から供与された。

## 日本での運用
海上自衛隊の前身である警備隊は、その発足にあたり独自の航空力を保有することとなり、1954年（昭和29年）3月8日に日米間でMSA（相互安全保障）協定が結ばれ、米軍から航空機の供与を受けることとなった。

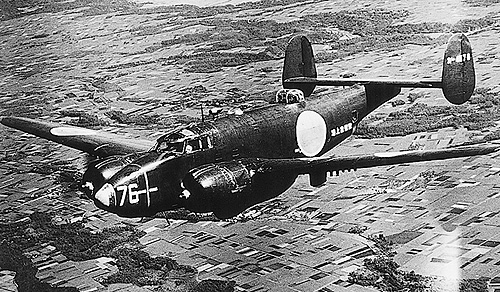
海上自衛隊に供与された「PV-2」

1955年（昭和30年）1月16日、アメリカ海軍岩国航空基地において17機のPV-2Dを受領し、鹿屋航空基地所属の鹿屋航空隊に配備されて運用が開始された。しかし、居住性が悪く長時間飛行に向かないこと、着陸が難しいことに加え、機体の老朽化が進んでいた上に旧式機のため予備部品が不足しがちで整備に支障が生じ可動率が低い等の問題により、運用部隊での評価は低いものであった。
そのため、主に鹿屋基地において操縦や哨戒作業の訓練用に使用された。
1956年（昭和31年）には新型哨戒機として最新のグラマン S2F-1 トラッカーとロッキード P2V-7 ネプチューンが導入されることが決定し、本機はそれらと交代して1958年（昭和33年）頃には哨戒機としては一線を退き、その後は6機が計器飛行訓練機、2機がPV-2改の名称で機上作業練習機として運用された。訓練／練習機としての運用期間も短く、1961年（昭和36年）8月に全機除籍された。その後は地上教育機材として用いられ、機体は消火訓練や救助・脱出訓練用の機材として使用された後、1970年代の末には全機が処分されている。

### 事故
| 年月日     | 所 属      | 機番号  | 事故内容                                                           |
| ---------- | ---------- | ------- | ------------------------------------------------------------------ |
| 1955.7.8   | 鹿屋航空隊 | カ-4109 | 計器飛行訓練のため離陸直後に墜落。乗員5名殉職。                    |
| 1957.4.19  | 鹿屋航空隊 | カ-4571 | 山口県岩国沖で訓練中に墜落。乗員8名殉職。                          |
| 1957.12.28 | 鹿屋航空隊 | カ-4582 | 鹿屋基地で整備中に火災を発生し、尾部および右エンジンを残して焼失。 |

## スペック

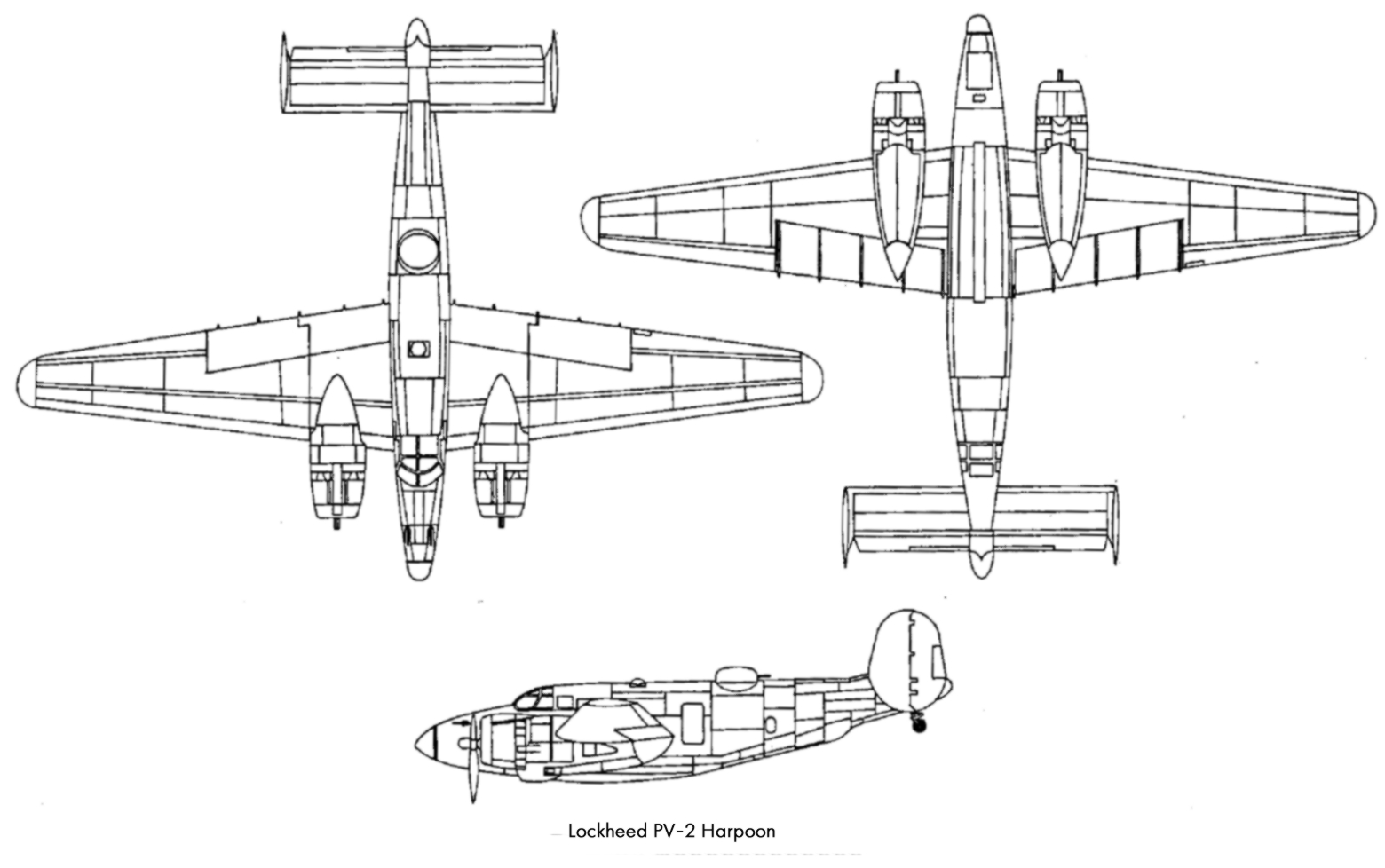
PV-2　三面図

出典:文林堂刊航空ファンイラストレイデットNo73『第二次大戦米海軍機全集』108頁。
- 全長：22.9m
- 全幅：15.9m
- 全高：4.00m
- 翼面積：63.7m2
- 自重：9,530kg
- 全備重量：15,270kg
- エンジン：P&W R-2800-31 空冷星型18気筒 離昇出力2,000馬力×2
- 最大速度：456km/h=M0.37
- 巡航速度：275km/h=M0.22
- 着陸速度：150km/h=M0.12
- 上昇率：341m/min
- 実用上限高度：7,280m
- 航続距離：4,720km
- 武装
  - 爆弾6,000ℓb(2,710kg)または、11,75inティニー・ティムロケット弾かMk13魚雷×2
  - 機首上面に前方固定式12.7mm機関銃×2
  - 機首下面のガンポッドに前方固定式AN/M2 12.7mm機関銃×3
  - 胴体背面の旋回機銃塔に連装のAN/M2 12.7mm機関銃
  - 胴下後方のトンネル・ガンポートに連装のAN/M2 12.7mm機関銃。
  - 翼下に5in ロケット弾×8
- 乗員 5名

## 登場作品
『サブマリン707』
海上自衛隊第1航空群基地から飛び立った本機が、浮上していたU結社のU3号怪潜水艦を爆撃で撃沈する。